# Désirée di Svezia
Désirée di Svezia (nome completo in svedese Désirée Elisabeth Sibylla, coniugata Silfverschiöld; Solna, 2 giugno 1938) è una principessa svedese.

## Biografia

### Infanzia ed educazione

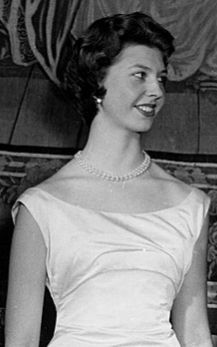
La principessa Désirée nel 1958

Suo padre era il principe Gustavo Adolfo, figlio di Gustavo VI Adolfo e di Margherita di Connaught, e la madre era Sibilla di Sassonia-Coburgo-Gotha, figlia di Carlo Edoardo e di Vittoria Adelaide di Schleswig-Holstein-Sonderburg-Glücksburg. È sorella maggiore dell'attuale re di Svezia, Carlo XVI Gustavo. Prende il nome da Désirée Clary.
Nel 1947 rimase orfana del padre, quando questi perse la vita in un incidente aereo presso l'aeroporto di Kastrup, in Danimarca, di ritorno da una visita di Stato nei Paesi Bassi.
Inizialmente ricevette un'educazione privata, poi frequentò una scuola in Francia e studiò lingue in Svizzera. Infine si formò come insegnante di scuola materna e lavorò come tale a Kungsholmen. Conseguì anche una laurea in tessuti al Konstfack.

### Attività

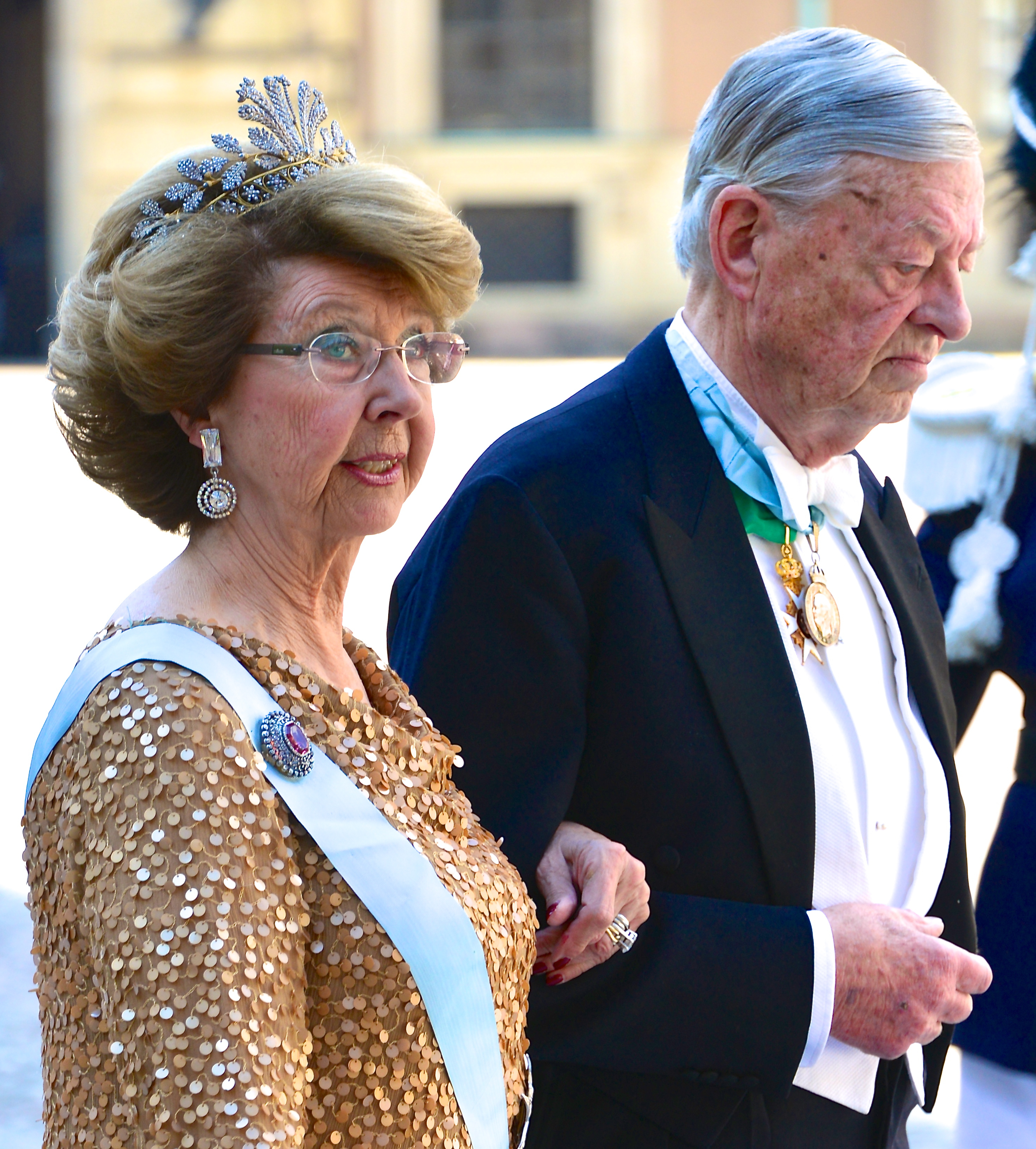
Désirée e il marito nel 2013

Nel novembre 1960 andò con la sorella Brigitta negli Stati Uniti d'America, per celebrare il cinquantesimo anniversario della Fondazione Americano-Scandinava in rappresentanza del nonno Gustavo VI Adolfo.
È la madrina di sua nipote Vittoria. Nel maggio del 2000 accolse all'Aeroporto di Stoccolma-Arlanda gli imperatori Akihito e Michiko del Giappone, recatisi in visita di Stato in Svezia.

### Matrimonio

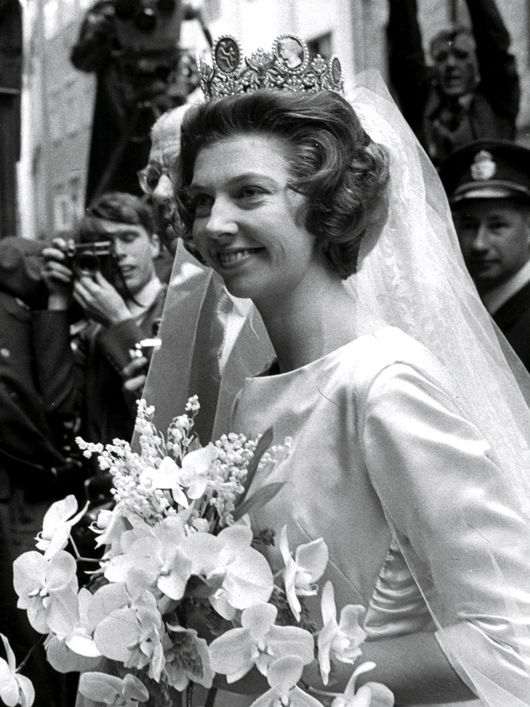
Désirée in abito nuziale

Il 18 dicembre 1963 si fidanzò ufficialmente con il barone Nils-August Otto Carl Niclas Silfverschiöld (1934-2017), figlio di Carl-Otto (1899-1955) e di Elsa Madeleine Bennich (1906-1994).
Si sposarono il 5 giugno 1964 nella cattedrale di Stoccolma, ma trattandosi di un'unione diseguale Désirée perse il trattamento di Altezza Reale e il titolo di principessa di Svezia, ricevendo in compenso il titolo di cortesia di "principessa Désirée, baronessa Silfverschiöld". La coppia si trasferì nel castello di Koberg.

## Discendenza
Désirée di Svezia e Niclas Silfverschiöld ebbero un figlio e due figlie:
- Carl Otto Edmund Silfverschiöld, nato nel 1965, sposato dal 2005 con Maria Fredriksson, la coppia ha una figlia:
  - Anna Margherita Sibylla Désirée Silfverschiöld, nata nel 2006
- Cristina Luisa Eva Maddalena Silfverschiöld, nata nel 1966, sposata con Hans Louis Gerard de Geer af Finspång, hanno tre figli:
  - Estelle Luisa Désirée de Geer af Finspång, nata nel 2000;
  - Ian Carlo Gerardo de Geer af Finspång, nato nel 2002;
  - Fred Luigi Gerardo de Geer af Finspång, nato nel 2004
- Elena Silfverschiöld, nata nel 1968, sposata con Fredrik Johan Georg Dieterle, hanno un figlio:
  - Charles, nato nel 2020.

Desideria è madrina di battesimo dell'attuale principessa ereditaria di Svezia Vittoria.

## Titoli e trattamento
- 2 giugno 1938 - 5 giugno 1964: Sua Altezza Reale, la principessa Désirée di Svezia
- 5 giugno 1964 - attuale: Principessa Désirée, baronessa Silfverschiöld

## Ascendenza
|                                                               |                          |                                                                 | Genitori                                                    |  |  | Nonni |  |  | Bisnonni            |  |  | Trisnonni          |  |
|                                                               |                          |                                                                 |                                                             |  |  |       |  |  | Gustavo V di Svezia |  |  | Oscar II di Svezia |  |
|                                                               |                          |                                                                 |                                                             |  |  |       |  |  | Gustavo V di Svezia |  |  | Oscar II di Svezia |  |
|                                                               |                          | Sofia di Nassau                                                 |                                                             |  |  |       |  |  | Gustavo V di Svezia |  |  |                    |  |
| Gustavo VI Adolfo di Svezia                                   |                          |                                                                 |                                                             |  |  |       |  |  | Gustavo V di Svezia |  |  |                    |  |
|                                                               |                          | Vittoria di Baden                                               | Federico I di Baden                                         |  |  |       |  |  |                     |  |  |                    |  |
|                                                               |                          | Vittoria di Baden                                               | Federico I di Baden                                         |  |  |       |  |  |                     |  |  |                    |  |
|                                                               |                          | Vittoria di Baden                                               | Luisa di Prussia                                            |  |  |       |  |  |                     |  |  |                    |  |
| Gustavo Adolfo di Svezia                                      |                          | Vittoria di Baden                                               |                                                             |  |  |       |  |  |                     |  |  |                    |  |
|                                                               |                          | Arturo, duca di Connaught e Strathearn                          | Alberto di Sassonia-Coburgo-Gotha                           |  |  |       |  |  |                     |  |  |                    |  |
|                                                               |                          | Arturo, duca di Connaught e Strathearn                          | Alberto di Sassonia-Coburgo-Gotha                           |  |  |       |  |  |                     |  |  |                    |  |
|                                                               |                          | Arturo, duca di Connaught e Strathearn                          | Vittoria del Regno Unito                                    |  |  |       |  |  |                     |  |  |                    |  |
| Margherita di Connaught                                       |                          | Arturo, duca di Connaught e Strathearn                          |                                                             |  |  |       |  |  |                     |  |  |                    |  |
|                                                               |                          | Luisa Margherita di Prussia                                     | Federico Carlo di Prussia                                   |  |  |       |  |  |                     |  |  |                    |  |
|                                                               |                          | Luisa Margherita di Prussia                                     | Federico Carlo di Prussia                                   |  |  |       |  |  |                     |  |  |                    |  |
|                                                               |                          | Luisa Margherita di Prussia                                     | Maria Anna di Anhalt                                        |  |  |       |  |  |                     |  |  |                    |  |
| Désirée di Svezia                                             |                          | Luisa Margherita di Prussia                                     |                                                             |  |  |       |  |  |                     |  |  |                    |  |
|                                                               | Leopoldo, duca di Albany | Alberto di Sassonia-Coburgo-Gotha                               |                                                             |  |  |       |  |  |                     |  |  |                    |  |
|                                                               | Leopoldo, duca di Albany | Alberto di Sassonia-Coburgo-Gotha                               |                                                             |  |  |       |  |  |                     |  |  |                    |  |
|                                                               | Leopoldo, duca di Albany | Vittoria del Regno Unito                                        |                                                             |  |  |       |  |  |                     |  |  |                    |  |
| Carlo Edoardo di Sassonia-Coburgo-Gotha                       | Leopoldo, duca di Albany |                                                                 |                                                             |  |  |       |  |  |                     |  |  |                    |  |
|                                                               |                          | Elena di Waldeck e Pyrmont                                      | Giorgio Vittorio di Waldeck e Pyrmont                       |  |  |       |  |  |                     |  |  |                    |  |
|                                                               |                          | Elena di Waldeck e Pyrmont                                      | Giorgio Vittorio di Waldeck e Pyrmont                       |  |  |       |  |  |                     |  |  |                    |  |
|                                                               |                          | Elena di Waldeck e Pyrmont                                      | Elena di Nassau                                             |  |  |       |  |  |                     |  |  |                    |  |
| Sibilla di Sassonia-Coburgo-Gotha                             |                          | Elena di Waldeck e Pyrmont                                      |                                                             |  |  |       |  |  |                     |  |  |                    |  |
|                                                               |                          | Federico Ferdinando di Schleswig-Holstein-Sonderburg-Glücksburg | Federico di Schleswig-Holstein-Sonderburg-Glücksburg        |  |  |       |  |  |                     |  |  |                    |  |
|                                                               |                          | Federico Ferdinando di Schleswig-Holstein-Sonderburg-Glücksburg | Federico di Schleswig-Holstein-Sonderburg-Glücksburg        |  |  |       |  |  |                     |  |  |                    |  |
|                                                               |                          | Federico Ferdinando di Schleswig-Holstein-Sonderburg-Glücksburg | Adelaide di Schaumburg-Lippe                                |  |  |       |  |  |                     |  |  |                    |  |
| Vittoria Adelaide di Schleswig-Holstein-Sonderburg-Glücksburg |                          | Federico Ferdinando di Schleswig-Holstein-Sonderburg-Glücksburg |                                                             |  |  |       |  |  |                     |  |  |                    |  |
|                                                               |                          | Carolina Matilde di Schleswig-Holstein-Sonderburg-Augustenburg  | Federico VIII di Schleswig-Holstein-Sonderburg-Augustenburg |  |  |       |  |  |                     |  |  |                    |  |
|                                                               |                          | Carolina Matilde di Schleswig-Holstein-Sonderburg-Augustenburg  | Federico VIII di Schleswig-Holstein-Sonderburg-Augustenburg |  |  |       |  |  |                     |  |  |                    |  |
|                                                               |                          | Carolina Matilde di Schleswig-Holstein-Sonderburg-Augustenburg  | Adelaide di Hohenlohe-Langenburg                            |  |  |       |  |  |                     |  |  |                    |  |
|                                                               |                          | Carolina Matilde di Schleswig-Holstein-Sonderburg-Augustenburg  |                                                             |  |  |       |  |  |                     |  |  |                    |  |